# Мессинг, Ульрика
Ульрика Анна Ингегерд Янссон Мессинг (швед. Ulrica Messing; род. 31 января 1968, Хеллефорсе, Швеция) — шведский политик, бывший член Социал-демократической рабочей партии Швеции. С 2000 по 2006 гг. занимала должность министра связи региональной политики Министерства промышленности, занятости и коммуникаций.
С 2006—2007 гг. была председателем комитета обороны в Риксдаге. 18 сентября 2007 года ушла из Риксдага. В 2008 году оставила политику.

## Биография
Ульрика Мессинг родилась 31 января 1968 года в Хеллефорсе, Швеция. В 1987 году окончила среднюю школу. Политическую карьеру начала с Шведской социал-демократической лиги молодежи и с 1989 года была членом муниципального совета муниципалитета Хофрос. В 1991 году её избрали в Риксдаг членом парламента. С 1993 года член Социал-демократической рабочей партии Швеции.
В 1996 году премьер-министр Йоран Перссон назначил её на должность Министра трудового законодательства и гендерного равенства. С 1998 года работала в Министерстве труда, с 2000 года в Министерстве промышленности, занятости и коммуникаций.
С 2000—2006 гг. работала в должности министра связи Министерства промышленности, занятости и коммуникаций была ответственна за экспорт оружия из Швеции. За время её нахождения в должности объем экспорта вооружения Швеции на 2005 год вырос и стал девятым в мире. Цены на поставку увеличились с 4,4 миллиардов шведских крон на 2000 год до 8,6 миллиардов шведских крон на 2006 год. Одна из сделок по поставке оружия за это время вызвала особую критику, шведская компания SAAB экспортировала самолёты для вооружённых сил Пакистана на сумму в 8,3 миллиарда шведских крон.

## Личная жизнь
Замужем за мультимиллионером Торстеном Янссоном, сейчас живут в Гётеборге. В 2008 году Мессинг открыла дизайнерский магазин «Porthouse Interior.